# Outside (George Michael)
Outside è una canzone scritta e prodotta da George Michael e pubblicata come primo singolo estratto dalla raccolta Ladies & Gentlemen: The Best of George Michael del 1998.

## Il singolo
Si tratta del primo singolo dell'artista ad essere pubblicato dopo lo scandalo in cui era stato coinvolto sei mesi prima. George Michael infatti era stato arrestato per essere stato sorpreso in un bagno pubblico a Beverly Hills con un amante. Tale incidente aveva "costretto" il cantante a dichiarare la propria omosessualità. Nel brano Michael parla proprio del suo bisogno di venire "allo scoperto" (outside in inglese) e poter vivere le proprie storie d'amore senza bisogno di nascondersi. Nel brano viene usato un campionamento della trasmissione radio in cui veniva riportato l'arresto del cantante.

## Il video
Il videoclip di Outside, diretto da Vaughan Arnell, si propone come una feroce satira, in cui vengono mostrati due poliziotti impegnati a baciarsi in un bagno pubblico. Nel video compaiono le attrici pornografiche Rebecca Lord e Brittany Andrews.

## Tracce
CD-Single
1. Outside - 4:45
2. Fantasy 98 - 4:30

CD-Maxi
1. Outside - 4:45
2. Fantasy 98 - 4:30
3. Outside (Jon Douglas Remix) - 8:04

12" Maxi
1. Outside (Original Version) - 4:45
2. Outside (Garage Mix) - 7:40
3. Outside (House Mix) - 6:59
4. Outside (K-Gee's Cut) - 5:18

## Classifiche
| Classifica (1998)        | Posizione massima |
| ------------------------ | ----------------- |
| Australia                | 13                |
| Austria                  | 17                |
| Belgio (Fiandre)         | 20                |
| Belgio (Vallonia)        | 12                |
| Danimarca                | 4                 |
| Europa                   | 4                 |
| Finlandia                | 8                 |
| Francia                  | 26                |
| Germania                 | 30                |
| Irlanda                  | 7                 |
| Italia                   | 3                 |
| Norvegia                 | 10                |
| Nuova Zelanda            | 11                |
| Paesi Bassi              | 14                |
| Regno Unito              | 2                 |
| Spagna                   | 1                 |
| Stati Uniti (dance club) | 3                 |
| Svezia                   | 15                |
| Svizzera                 | 19                |